# Felice Salina
Pour les articles homonymes, voir Salina.
Felice Salina, né le 28 juillet 1946 à Pioltello Limito (Lombardie), est un coureur cycliste italien.

## Biographie
Professionnel de 1969 à 1970, il a gagné une étape du Tour d'Espagne en 1969.

## Palmarès

### Palmarès amateur
- 1967
  - Gran Premio Colli Rovescalesi

- 1968
  - Tour des Trois Provinces

### Palmarès professionnel
- 1969
  - 2e du Grand Prix Tarquinia
  - 2e étape du Tour d'Espagne

## Résultats sur les grands tours

### Tour d'Italie
2 participations
- 1969 : 67e
- 1970 : abandon

### Tour d'Espagne
1 participation
- 1969 : hors délais (12e étape), vainqueur de la 2e étape